# RX Большого Пса
RX Большого Пса (лат. RX Canis Majoris) — двойная затменная переменная звезда типа Алголя (EA) в созвездии Большого Пса на расстоянии приблизительно 1432 световых лет (около 439 парсеков) от Солнца. Видимая звёздная величина звезды — от +13,6m до +10,59m. Орбитальный период — около 2,0691 суток.